# That They May Face the Rising Sun
That They May Face the Rising Sun ist ein Filmdrama von Pat Collins. Der Film mit Barry Ward und Anna Bederke in den Hauptrollen basiert auf dem gleichnamigen Roman von John McGahern, erzählt vom Alltag der Menschen in einer kleinen irischen Gemeinde und feierte im Oktober 2023 beim London Film Festival seine Premiere. Ende April 2024 kam That They May Face the Rising Sun in die Kinos in Irland und im Vereinigten Königreich.

## Handlung
Anfang der 1980er Jahre. Vor fünf Jahren sind Joe Ruttledge und seine Frau Kate aus London in eine ländliche irische Gemeinde gezogen, in der er aufwuchs. Hier, fernab der Hektik der Großstadt, verspüren beide eine Zufriedenheit, sind voller Optimismus und leben im Einklang mit den Jahreszeiten. Joe ist Schriftsteller, Kate Fotografin, Künstlerin und Mitinhaberin einer Londoner Galerie. Gemeinsam kümmern sie sich um die Bienenstöcke und die Hochbeete, und für jeden Nachbarn, der Lust hat, vorbeizukommen, um sich zu unterhalten, haben sie eine Tasse Tee parat. Ihre Tür steht immer für sie offen. Weil die meisten jungen Menschen das Dorf verlassen haben, um anderswo zu arbeiten, sind die übriggebliebenen Einwohner ein paar ältere, oft recht schrullige Persönlichkeiten.

## Produktion

### Literarische Vorlage und Filmstab
Der Film basiert auf dem Roman That They May Face the Rising Sun von John McGahern, der 2002 bei Faber & Faber veröffentlicht wurde. That They May Face the Rising Sun, sein sechster und letzter Roman, wurde 2002 mit dem Kerry Group Irish Fiction Award und im darauffolgenden Jahr als Irish Novel of the Year ausgezeichnet. Der irische Schriftsteller starb im März 2006.
Regie führte der irische Dokumentarfilmer Pat Collins. Zuvor führte er bei Filmen wie Song of Granite, Henry Glassie: Field Work, The Dance und Songs of the Open Road Regie. Das auf McGaherns Roman basierende Drehbuch schrieb er gemeinsam mit Éamon Little.

### Besetzung, Dreharbeiten und Filmmusik

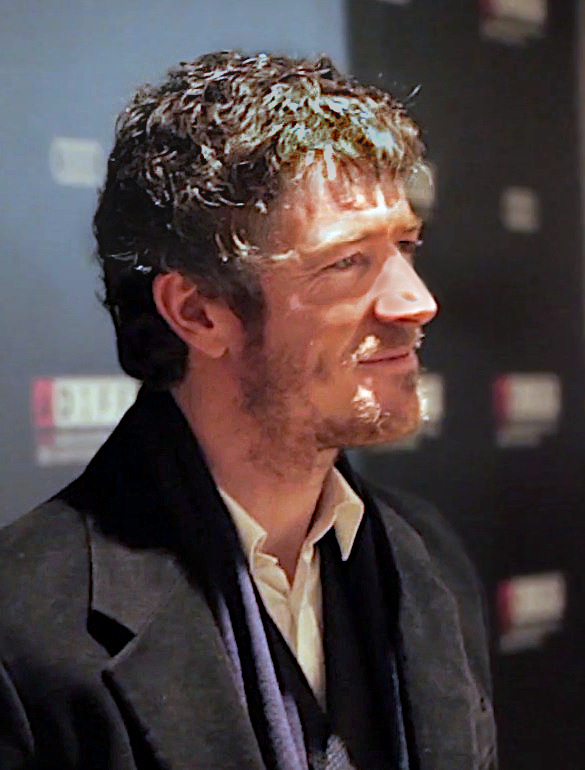
Barry Ward spielt Joe Ruttledge

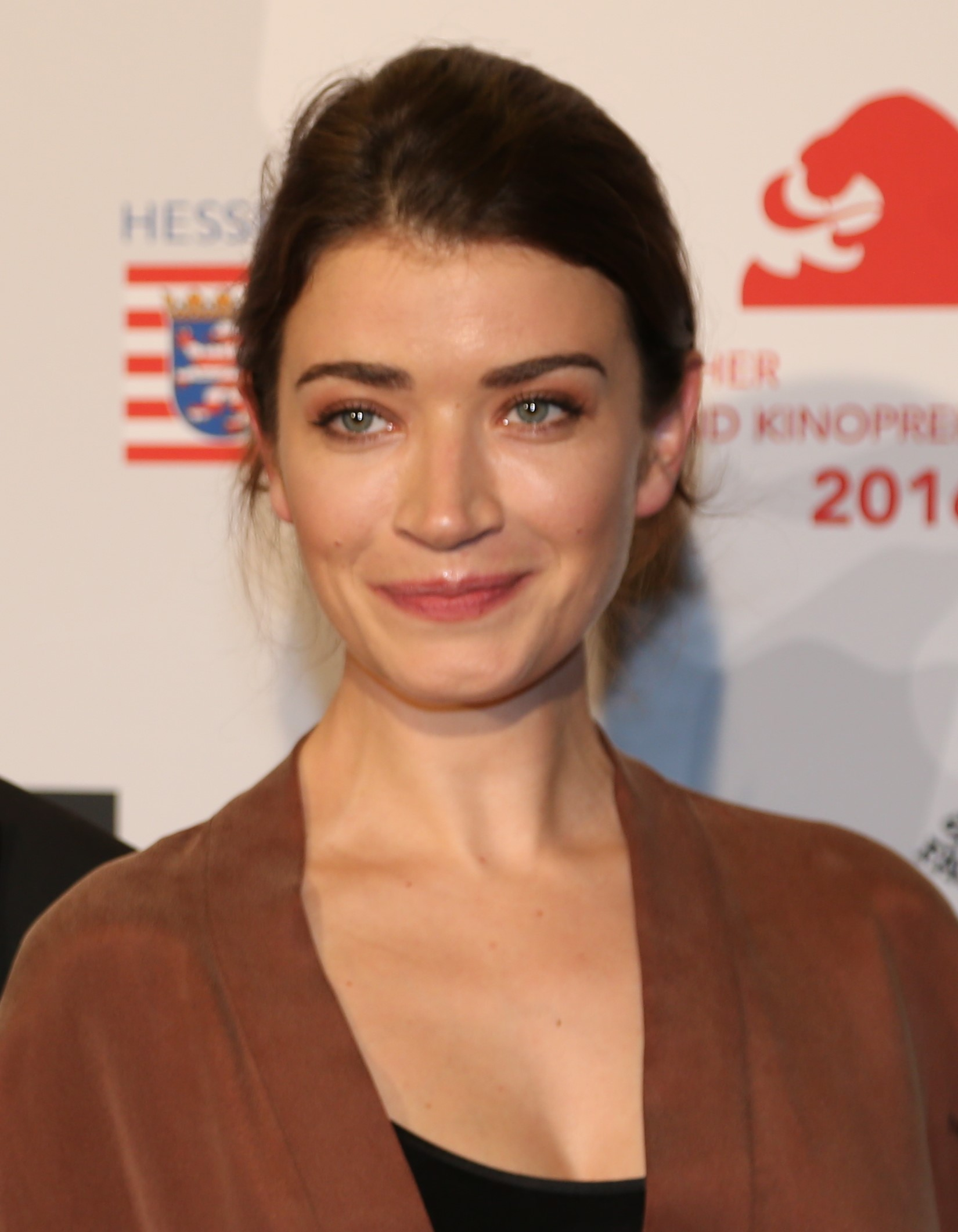
Anna Bederke spielt seine Frau Kate Ruttledge

Barry Ward und Anna Bederke spielen in den Hauptrollen Joe Ruttledge und seine Frau Kate. Ward ist für seine Rollen in Filmen wie Maze – Ein genialer Ausbruch und Extra Ordinary – Geisterjagd für Anfänger bekannt, die deutsche Schauspielerin Bederke war zuletzt in der Fernsehreihe Neben der Spur – Erlöse mich und in dem Thriller Cortex von Moritz Bleibtreu zu sehen. Phillip Dolan und Ruth McCabe spielen Jamesie und Mary Murphy, ein älteres paar, das in dem Dorf lebt. Sean McGinley spielt Jamesies Bruder Johnny, der in England arbeitet, aber immer wieder in die Gemeinde zurückkommt. Lalor Roddy, der zuletzt in It Is In Us All und God’s Creatures zu sehen war, spielt Patrick Ryan, einen älteren Handwerker.
Die Dreharbeiten fanden am Loch Nafooey im County Galway statt, einem Gletschersee in der Nähe des Dorfes Leenaun. Wie bei Song of Granite arbeitete Collins mit dem Kameramann Richard Kendrick zusammen.
Die Filmmusik komponierten die Schwestern Irene und Linda Buckley. Sie haben sich auf das Komponieren von Live-Musik für Stummfilme spezialisiert, darunter Der Untergang des Hauses Usher sowie Nosferatu – Eine Symphonie des Grauens von Friedrich Wilhelm Murnau und Metropolis von Fritz Lang. Gemeinsam waren sie auch für das Sinéad-O’Connor-Biopic Nothing Compares von Kathryn Ferguson tätig.

### Marketing und Veröffentlichung
Die Premiere von That They May Face the Rising Sun erfolgte am 8. Oktober 2023 beim London Film Festival. Im Dezember 2023 wurde der erste Trailer vorgestellt. Ende Januar, Anfang Februar 2024 wurde der Film beim Göteborg Film Festival gezeigt und ebenfalls im Februar 2024 beim Santa Barbara International Film Festival. Anfang März 2024 wurde er als Abschlussfilm des Dublin International Film Festivals vorgestellt. Am 26. April 2024 kam der Film in die irischen, englischen, schottischen und walisischen Kinos. Am 11. April 2025 soll der Film in ausgewählte US-Kinos kommen. Im Juni 2025 sind Vorstellungen beim Internationalen Filmfest Emden-Norderney geplant.

## Rezeption

### Kritiken
Von den bei Rotten Tomatoes aufgeführten Kritiken sind 97 Prozent positiv.

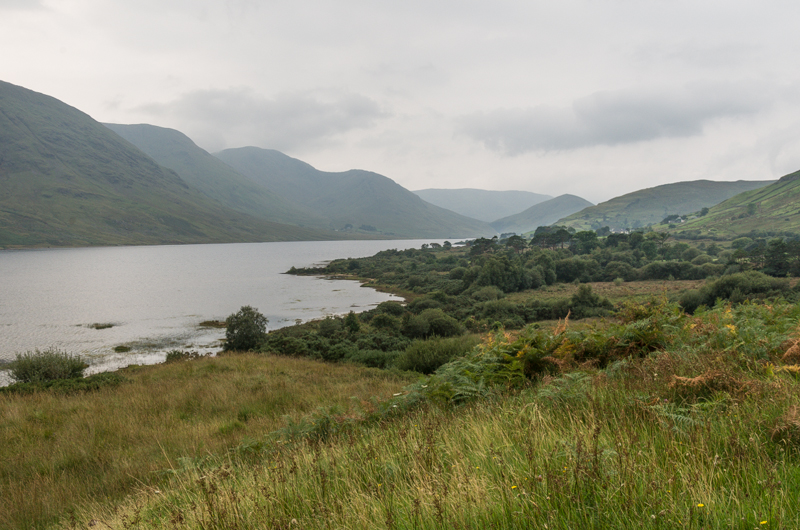
Die Dreharbeiten fanden am Loch Nafooey im County Galway statt

Clotilde Chinnici schreibt in ihrer Kritik für loudandclearreviews.com, eines der beeindruckendsten Elemente des Films sei die Kameraarbeit. Mit jeder Einstellung gebe sie dem Publikum das Gefühl, wirklich dort zu sein und das ländliche Leben selbst zu erleben. Obwohl der Schauplatz ein wichtiger Teil des Films ist, drehe sich ein Großteil der Handlung um die Gemeinschaft, die an diesem Ort lebt und wie die Menschen, die hier leben, sich gegenseitig unterstützen und füreinander sorgen, insbesondere in Zeiten der Not. Jede Figur in That They May Face The Rising Sun, die auf ihre Weise zum Leben der Gemeinschaft beiträgt, sei wichtig, und der Zuschauer habe sie am Ende des Films alle kennen und lieben gelernt.

### Auszeichnungen
Dinard Festival of British and Irish Film 2024
- Auszeichnung mit dem Best Performance Hitchcock Award (Lalor Roddy)[16]

Dublin International Film Festival 2024
- Auszeichnung als Bester irischer Film[17]

Internationales Filmfest Emden-Norderney 2025
- Nominierung für den SCORE Bernhard Wicki Preis

Irish Film and Television Awards 2024
- Auszeichnung als Bester Film (Tina O’Reilly und Brendan J. Byrne)
- Nominierung für die Beste Regie (Pat Collins)
- Nominierung für das Beste Drehbuch (Eamon Little und Pat Collins)
- Nominierung als Bester Hauptdarsteller (Barry Ward)
- Nominierung als Bester Nebendarsteller (Lalor Roddy)
- Nominierung als Beste Nebendarstellerin (Ruth McCabe)
- Nominierung für die Beste Kamera (Richard Kendrick)
- Nominierung für die Besten Kostüme (Louise Stanton)
- Nominierung für das Beste Szenenbild (Padraig O’Neill)
- Nominierung für das Beste Hair & Make-Up (Sandra Dunne und Edwina Kelly)
- Nominierung für die Beste Musik (Irene Buckley und Linda Buckley)[18][19]